# Toni Childs
Toni Childs (* 29. Oktober 1957 in Orange, Kalifornien) ist eine in den USA geborene australische Singer-Songwriterin. Am erfolgreichsten war sie bislang in Neuseeland, wo sie sechs Top-40-Singles sowie drei Platinalben verzeichnen konnte. In Deutschland wurde sie 1988 durch den Titel Stop Your Fussin’ bekannt.

## Leben
Childs wuchs in den amerikanischen Bundesstaaten Arkansas, Kansas, Oklahoma und Nevada auf. Ihre religiösen Eltern verboten ihr das Hören von Popmusik und Kinobesuche. Mit 15 Jahren – nachdem sie ein Pink-Floyd-Konzert besucht hatte – riss sie von zuhause aus, um Musikerin zu werden.
Childs schloss sich 1979 der neu gegründeten Band Berlin an, verließ diese aber noch vor der Aufnahme des ersten Albums, um ihre eigene Band zu gründen. Mitglieder waren Jack Sherman (später Red Hot Chili Peppers) sowie Michael Steele (später The Bangles). Die Band tourte bis 1981, ohne ein Album zu veröffentlichen, und löste sich dann auf. Childs unterschrieb einen Plattenvertrag bei Island Music, zog nach London und spielte in verschiedenen Clubs, es kam aber nicht zu einer Veröffentlichung. 
1985 kehrte sie nach Los Angeles zurück und unterschrieb einen Vertrag bei A&M Records. Erst im Sommer 1988 wurde das Debütalbum unter dem Titel Union veröffentlicht. Es erreichte Platz 63 in den amerikanischen Albumcharts und wurde mit einer Goldenen Schallplatte für 500.000 verkaufte Einheiten ausgezeichnet. Das Album war zudem auf Platz 1 in Neuseeland und erreichte Platinstatus. In diesem Jahr wurde sie für zwei Grammy Awards nominiert, als beste neue Künstlerin und beste weibliche Rocksängerin. Sie tourte zudem als Vorgruppe von Bob Dylan. 
Das nächste Album House of Hope folgte im Sommer 1991. Es erreichte Platin in Neuseeland und enthielt mit I’ve Got to Go Now einen Top-Five-Hit in Australien; da sich das Album jedoch in den USA nicht gut verkaufte, trennte sich die Plattenfirma von ihr. Childs wechselte zu einem Label von Geffen Records und veröffentlichte Mitte 1994 The Woman’s Boat. Als Gastmusiker wirkte hier Peter Gabriel in dem Stück I Met a Man mit. Sie erhielt zwar eine weitere Grammy-Nominierung, aber da sich auch dieses Album schlecht verkaufte, wurde ihr Vertrag erneut gekündigt. 
Für ihr nächstes Album mit dem Arbeitstitel Bare fand sie 1996 keine Plattenfirma. Das im Herbst selben Jahres erschienene Best-of-Album The Very Best of Toni Childs wurde zum am fünftmeist verkauften Album des Jahres in Australien und erreichte Gold in Neuseeland. 1997 zog sich Childs aus dem Tourgeschäft zurück, nachdem sie an der Basedow-Krankheit erkrankt war. 
2004 schrieb sie den Titel Because You’re Beautiful für die Filmdokumentation Until the Violence Stops und gewann dafür einen Emmy Award.
Childs lebte auf Hawaii. Ihr letztes Album It’s All a Beautiful Noise wurde Ende 2014 veröffentlicht. 
Im Jahr 2022 erhielt sie die australische Staatsbürgerschaft.

## Diskografie

### Alben
| Jahr | Titel                        | Höchstplatzierung, Gesamtwochen, AuszeichnungChartplatzierungen (Jahr, Titel, Platzierungen, Wochen, Auszeichnungen, Anmerkungen) | Höchstplatzierung, Gesamtwochen, AuszeichnungChartplatzierungen (Jahr, Titel, Platzierungen, Wochen, Auszeichnungen, Anmerkungen) | Höchstplatzierung, Gesamtwochen, AuszeichnungChartplatzierungen (Jahr, Titel, Platzierungen, Wochen, Auszeichnungen, Anmerkungen) | Höchstplatzierung, Gesamtwochen, AuszeichnungChartplatzierungen (Jahr, Titel, Platzierungen, Wochen, Auszeichnungen, Anmerkungen) | Höchstplatzierung, Gesamtwochen, AuszeichnungChartplatzierungen (Jahr, Titel, Platzierungen, Wochen, Auszeichnungen, Anmerkungen) | Höchstplatzierung, Gesamtwochen, AuszeichnungChartplatzierungen (Jahr, Titel, Platzierungen, Wochen, Auszeichnungen, Anmerkungen) | Höchstplatzierung, Gesamtwochen, AuszeichnungChartplatzierungen (Jahr, Titel, Platzierungen, Wochen, Auszeichnungen, Anmerkungen) | Anmerkungen                                    |
| Jahr | Titel                        | DE | AT | CH | UK | US | AU | NZ | Anmerkungen                                    |
| ---- | ---------------------------- | --- | --- | --- | --- | --- | --- | --- | ---------------------------------------------- |
| 1988 | Union                        | DE19 (31 Wo.)DE | — | CH27 (1 Wo.)CH | UK73 (1 Wo.)UK | US63 Gold · (45 Wo.)US | AU8 (40 Wo.)AU | NZ1 ×5Fünffachplatin · (57 Wo.)NZ                                                                                                 | Erstveröffentlichung: August 1988              |
| 1991 | House of Hope                | — | AT31 (3 Wo.)AT | CH31 (4 Wo.)CH | — | US115 (13 Wo.)US | AU4 (30 Wo.)AU | NZ5 Platin · (22 Wo.)NZ | Erstveröffentlichung: 25 Juni 1991             |
| 1994 | The Woman’s Boat             | — | — | — | — | — | AU24 (4 Wo.)AU | NZ32 (4 Wo.)NZ | Erstveröffentlichung: 25. Mai 1994             |
| 1996 | The Very Best of Toni Childs | — | — | — | — | — | AU1 ×6Sechsfachplatin · (30 Wo.)AU                                                                                                | NZ8 Platin · (10 Wo.)NZ | Erstveröffentlichung: Oktober 1996 Kompilation |

Weitere Alben
- 2000: Toni Childs: Ultimate Collection (Kompilation)
- 2008: Keep the Faith
- 2014: It’s All a Beautiful Noise

### Singles
| Jahr | Titel Album                         | Höchstplatzierung, Gesamtwochen, AuszeichnungChartplatzierungen (Jahr, Titel, Album, Platzierungen, Wochen, Auszeichnungen, Anmerkungen) | Höchstplatzierung, Gesamtwochen, AuszeichnungChartplatzierungen (Jahr, Titel, Album, Platzierungen, Wochen, Auszeichnungen, Anmerkungen) | Höchstplatzierung, Gesamtwochen, AuszeichnungChartplatzierungen (Jahr, Titel, Album, Platzierungen, Wochen, Auszeichnungen, Anmerkungen) | Höchstplatzierung, Gesamtwochen, AuszeichnungChartplatzierungen (Jahr, Titel, Album, Platzierungen, Wochen, Auszeichnungen, Anmerkungen) | Höchstplatzierung, Gesamtwochen, AuszeichnungChartplatzierungen (Jahr, Titel, Album, Platzierungen, Wochen, Auszeichnungen, Anmerkungen) | Höchstplatzierung, Gesamtwochen, AuszeichnungChartplatzierungen (Jahr, Titel, Album, Platzierungen, Wochen, Auszeichnungen, Anmerkungen) | Höchstplatzierung, Gesamtwochen, AuszeichnungChartplatzierungen (Jahr, Titel, Album, Platzierungen, Wochen, Auszeichnungen, Anmerkungen) | Anmerkungen                                                                      |
| Jahr | Titel Album                         | DE | AT | CH | UK | US | AU | NZ | Anmerkungen                                                                      |
| ---- | ----------------------------------- | --- | --- | --- | --- | --- | --- | --- | -------------------------------------------------------------------------------- |
| 1988 | Stop Your Fussin’ Union             | DE17 (18 Wo.)DE | AT30 (2 Wo.)AT | — | UK95 (1 Wo.)UK | — | AU17 (19 Wo.)AU | NZ5 (11 Wo.)NZ | Erstveröffentlichung: März 1988                                                  |
| 1988 | Don’t Walk Away Union               | DE40 (7 Wo.)DE | — | — | UK53 (5 Wo.)UK | US72 (7 Wo.)US | AU17 (15 Wo.)AU | NZ12 (17 Wo.)NZ | Erstveröffentlichung: Juli 1988                                                  |
| 1989 | Zimbabwe Union                      | — | AT7 (14 Wo.)AT | — | — | — | — | NZ31 (5 Wo.)NZ | Erstveröffentlichung: Januar 1989                                                |
| 1989 | Many Rivers to Cross –              | — | — | — | — | — | AU12 (8 Wo.)AU | NZ29 (7 Wo.)NZ | Erstveröffentlichung: Mai 1989 Charteintritt in Australien erst im November 1996 |
| 1991 | I’ve Got to Go Now House Of Hope    | DE78 (4 Wo.)DE | — | — | — | — | AU5 (18 Wo.)AU | NZ19 (14 Wo.)NZ | Erstveröffentlichung: 20. Juli 1991                                              |
| 1991 | House of Hope House Of Hope         | — | — | — | — | — | AU39 (3 Wo.)AU | NZ27 (2 Wo.)NZ | Erstveröffentlichung: Oktober 1991                                               |
| 1994 | Lay Down Your Pain The Woman’s Boat | — | — | — | UK92 (1 Wo.)UK | — | — | — | Erstveröffentlichung: April 1994                                                 |

Weitere Singles
- 1988: Walk and Talk Like Angels
- 1991: La casa della speranza
- 1992: Heaven’s Gate
- 1994: Four Song Sampler
- 1999: Sunny (mit Gregor Prächt und Cherno Jobatey)